# Курка, яка несла всяку всячину
«Ку́рка, яка несла́ вся́ку вся́чину» — український анімаційний фільм 2006 року студії Укранімафільм, режисер — Марина Медвідь.

## Сюжет
Історія про дивну курку, що мріяла про курчат, а несла всяку всячину…

## Над фільмом працювали
- Автори сценарію: Марина Дяченко, Сергій Дяченко (у титрах М. і С. Дяченки);
- Режисер: Марина Медвідь;
- Художник-постановник: Сергій Міндлін;
- Музика композитора: Петро Тихонов, у виконанні гурту "Петя та Вовк";
- Звукооператор та аранжувальник: О. Желтенко;
- 2-D анімація: Марина Медвідь;
- 3-D анімація: Сергій Максимович, Е. Ленська;
- 3-D моделі: О. Таран;
- Художники: Д. Літвінова, М. Рогауж;
- Монтаж, композит та комп'ютерні ефекти: В. Костецький, С. Фомічов;
- Фільм озвучили: Марина Дяченко, Валерій Чигляєв, К. Панченко;
- Редактор: Світлана Куценко;
- Директор знімальної групи: Олексій Пружанський;
- Виконавчий продюсер: Сергій Міндлін;
- Продюсер: Віктор Слєпцов;
- Подяка компанії: "FILM PLUS PRODUCTION" за участь у проекті.